# Winkelwagen

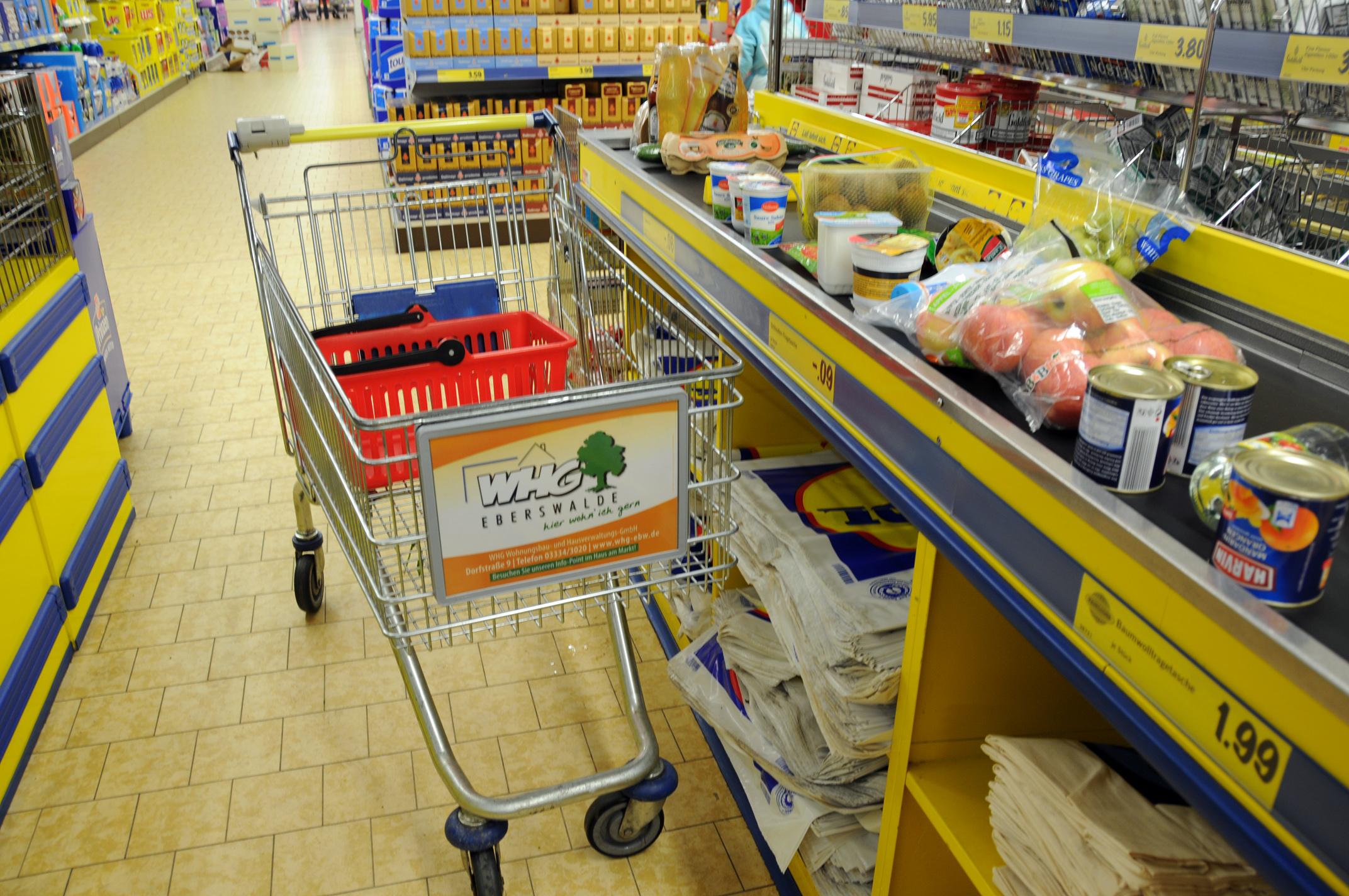
Bij de kassa

Een winkelwagen of winkelkarretje is een wagen die kan worden voortgeduwd door een persoon tijdens een bezoek aan een supermarkt, tuincentrum of bouwmarkt. De producten uit de winkelschappen worden in de winkelwagen verzameld, aan de kassa afgerekend en uiteindelijk van de winkelwagen overgeladen naar het eigen vervoermiddel, bijvoorbeeld een auto of fiets.
Een winkelwagen is verplaatsbaar door middel van vier zwenkwielen, en bestaat uit een trapeziumvormig frame dat meestal geconstrueerd is uit metaaldraad. Er bestaan echter ook kunststof winkelwagens, of een mengeling van metaal (onderstel) en kunststof (bak). Sommige wagen zijn uitgevoerd met kinderzitjes en/of een houder voor tassen.
Een winkelwagen wordt meestal gebruikt wanneer iemand veel boodschappen doet. Bovendien komt de klant door het wagentje in de verleiding meer te kopen dan hij kan dragen. Voor minder (of het minderen van) boodschappen is een winkelmand praktischer. Het gebruik van een wagen of mand is meestal verplicht in supermarkten, ook als de klant maar een kleinigheid wil kopen - men hoopt dat 'vergissingen' daarmee vermeden worden. In de praktijk wordt er echter aan die verplichting zelden de hand gehouden.

## Geschiedenis
De eerste winkelwagens werden geïntroduceerd op 4 juni 1937 en waren een uitvinding van Sylvan Goldman, eigenaar van de supermarktketen Humpty Dumpty in Oklahoma City. Hij had gezien dat klanten moeite hadden met te volle winkelmanden en besefte dat ze daardoor minder kochten. Hij kreeg een ingeving toen hij op een avond in 1936 laat op kantoor aan het werk was en een vouwstoel zag staan. Samen met onderhoudsman Fred Young bouwde hij een eerste prototype – twee winkelmanden boven elkaar in een metalen frame op wielen. In 1940 verkreeg hij octrooi op zijn Folding Basket Carriers for Self-Service Stores, terwijl Artur Kosted een lopende-bandproces ontwikkelde voor massaproductie van zijn winkelwagen.
De winkelwagen sloeg niet meteen aan. Mannen vonden ze te vrouwelijk en vrouwen vonden ze te veel lijken op kinderwagens. Om het gebruiksgemak van de winkelwagen te demonstreren, huurde Goldman mannelijke en vrouwelijke modellen in. De winkelwagen werd een succes en maakte van Goldman een multimiljonair.
In 1946 vroeg de uit Kansas City afkomstige Orla Watson octrooi aan op een ontwerp van een winkelwagen met een grote vast mand die telescopisch in elkaar te schuiven zijn. Goldman protesteerde en vroeg een soortgelijk octrooi aan, maar stond in 1949 zijn rechten af aan Watson in ruil voor een lucratieve licentieovereenkomst. Het ontwerp van Goldman en Watson wordt nu, nagenoeg onveranderd, overal ter wereld door winkelende klanten gebruikt.

## Onderpand

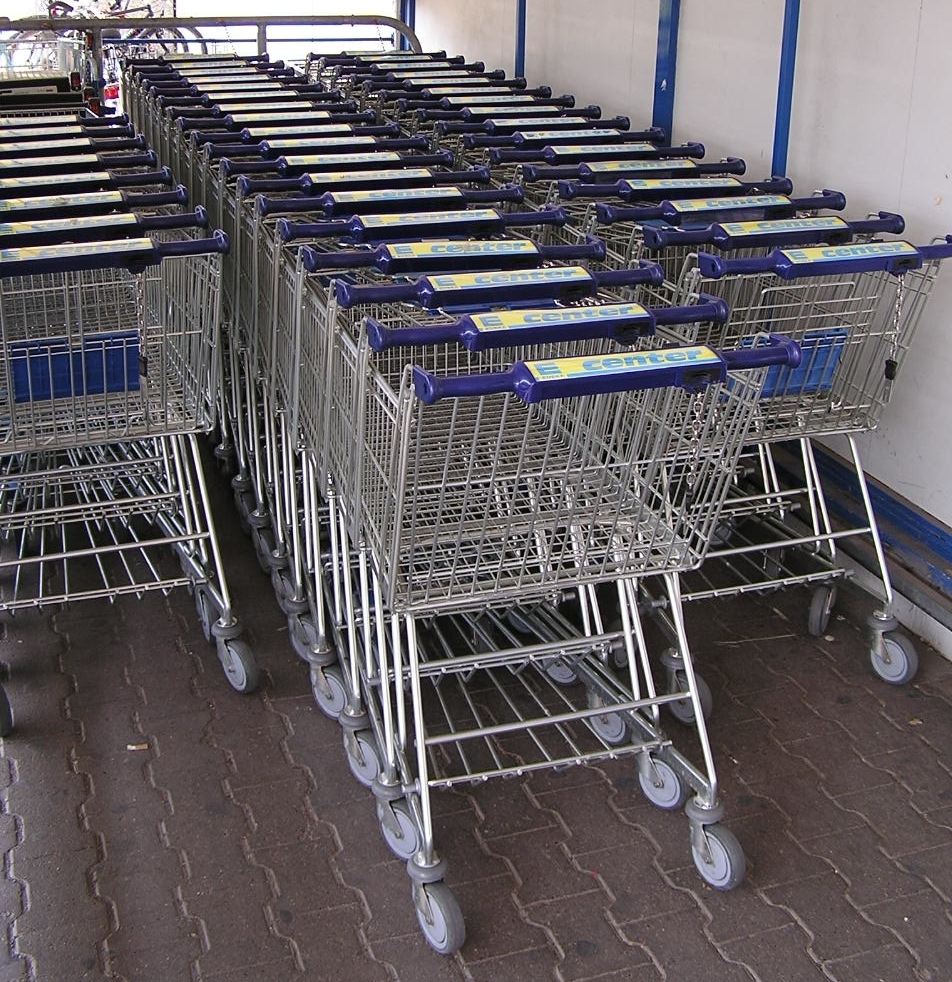
Gekoppelde winkelwagens

Tot omstreeks 1985 konden klanten zonder formaliteiten een wagentje gebruiken. Het gebeurde toen vaak dat klanten een wagentje mee naar huis namen en "vergaten" het terug te brengen. Andere wagentjes werden tot ver in de omgeving van de winkel op straat achtergelaten en belandden dan in de sloot. Dat alles was een kostenpost voor winkeliers, want een winkelwagen kostte toen ruim 300 gulden. Een ander probleem was dat vertrekkende klanten zich soms een weg moesten banen door een woud van slordig achtergelaten wagentjes.
Vanwege de hoge kosten (afhankelijk van het model vanaf 100 euro tot enkele honderden euro's per winkelwagen) is voor het gebruik ervan meestal een onderpand nodig. Op de handgreep zit een mechanisme met een slot waarmee hij gekoppeld is aan een rij van die wagentjes. De wagen komt los van de rij door een munt in het slot te schuiven. Nadat het karretje weer aan de rij is vastgekoppeld, komt de munt weer terug en staat de wagen weer op slot.
Het mechanisme is niet zo kritisch als het mechanisme in een verkoopautomaat: het werkt al als de munt de juiste dikte en grootte heeft. De te gebruiken munt was vroeger in Nederland een gulden, tegenwoordig meestal 50 cent, soms een euro. Veel winkelbedrijven verstrekken een penning die kan worden gebruikt. Ook worden valse munten (een schijfje metaal of plastic) gebruikt, en daar is niet zo veel bezwaar tegen omdat de klant na afloop dezelfde munt terugkrijgt. Ook wordt wel het lipje van een blikje frisdrank gebruikt. Dat is minder gewenst, omdat daardoor beschadigingen aan het mechanisme kunnen ontstaan.

## Wielslot
Ondanks het onderpand worden er soms winkelwagens meegenomen naar de geparkeerde auto of naar huis. Om dit te voorkomen, is het mogelijk winkelwagens te voorzien van een elektronisch wielslot dat in werking treedt als de wagen een rondom de parkeerplaats van de winkel of rond gewone parkeerplaatsen in de directe nabijheid van de winkel ingegraven kabel passeert. De plek waar deze kabel ligt, wordt aangegeven met een rode lijn die aan de rand van de parkeerplaats van de winkel of rond de parkeerplaatsen in de directe nabijheid van de winkel op het wegdek is aangebracht. Op die manier is de wagen buiten de directe omgeving van de winkel onbruikbaar. De wagentjes zijn dan vaak voorzien van een bordje met de waarschuwing dat de blokkeren als ze deze lijn passeren, zodat klanten hierop geattendeerd worden. Goedlopende experimenten met een dergelijk systeem bij een winkel van Hoogvliet in Zoetermeer leidden tot toepassing in het hele land.

## Gemeentelijke verordening

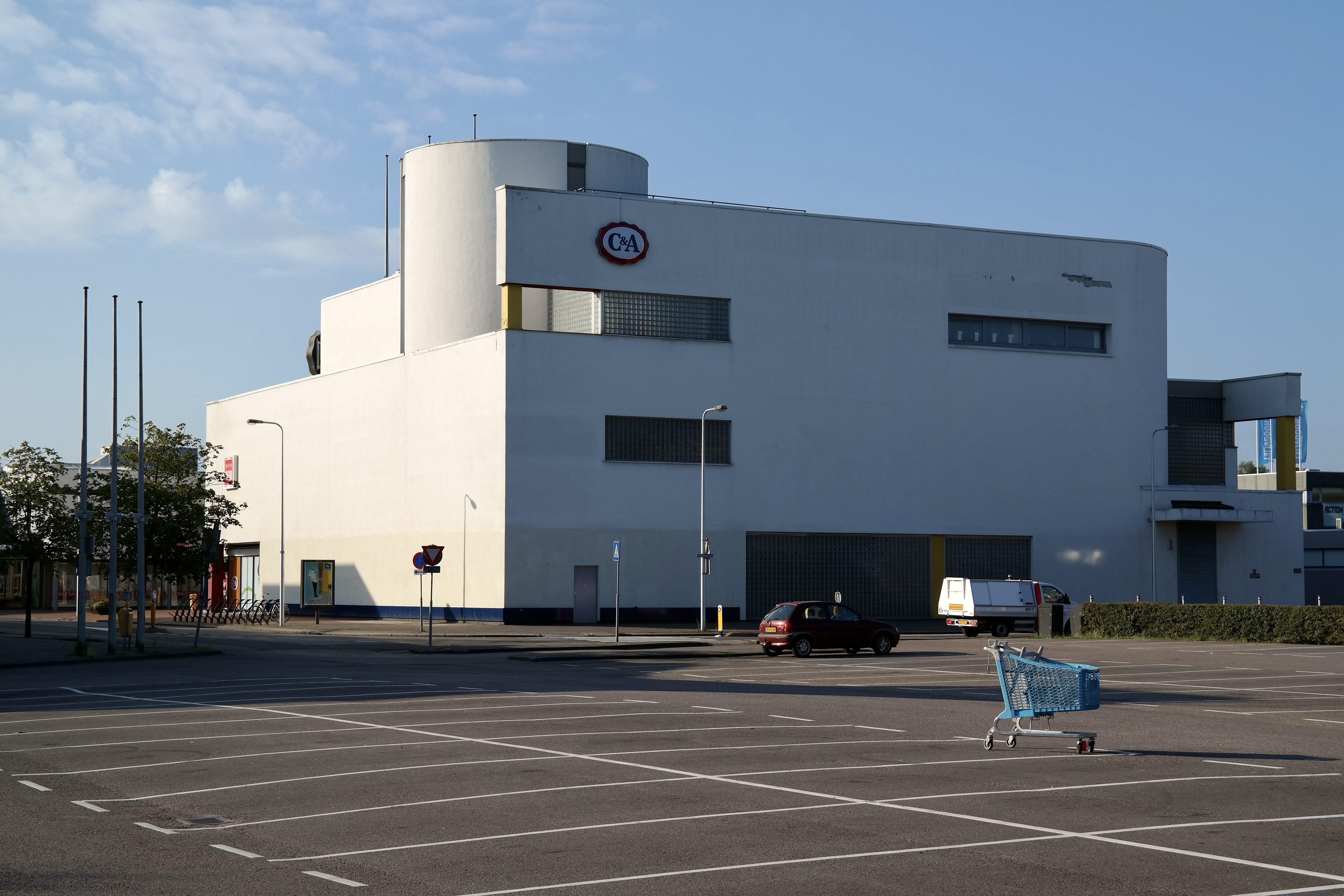
Achtergelaten winkelwagen in Utrecht Overvecht

In sommige plaatsen is het krachtens een gemeentelijke verordening verboden zich met een winkelwagentje op meer dan een bepaalde afstand bevinden van het ter beschikking stellende bedrijf. Politie en boa kunnen dan politiestrafbeschikking F 136 uitvaardigen, met een boete van € 90. Uit de omschrijving blijkt dat ook iemand die zo welwillend is een door een ander achtergelaten winkelwagentje naar de winkel terug te brengen het risico loopt beboet te worden.

## Webwinkel
De winkelwagen of het winkelmandje worden ook als metafoor gebruikt in webwinkels. Het is dan een link naar een overzicht van alle artikelen die de bezoeker op dat moment heeft gekozen om te kopen.

## Andere betekenissen
Een rijdende winkel wordt ook een winkelwagen genoemd.